# 광해, 왕이 된 남자
《광해, 왕이 된 남자》(光海, 王이 된 男子)는 2012년에 개봉한 대한민국의 영화이자 천만 관객 돌파 영화이다. 케빈클라인, 시고니위버 주연의 데이브(Dave, 1993)를 표절했다는 논란이 있다.

## 내용
광해군 8년 자신의 정적으로부터 생명의 위협을 느끼게 되는 왕 광해(이병헌)는 도승지 허균(류승룡)에게 지시하여 자신의 대역을 찾게 하였다. 허균은 광해와 똑같이 닮은 만담꾼 하선(이병헌)을 발견하게 되고 하선을 왕의 대역으로 교육시켜 왕 광해가 자리를 비우는 시기에 왕의 역할을 수행하게 하는데 하선은 타고난 끼로 완벽히 왕의 흉내를 한다. 말투부터 걸음걸이, 국정을 다스리는 법까지 진짜 왕과 같아지기 위해 허균의 지시와 훈련을 받는다. 그렇게 열심히 왕의 역할을 수행하였지만 점점 하선은 자신의 목소리를 내기 시작하면서 왕실 내에 조력자가 생기기도 하고, 자신이 진짜 왕이 아니라는 것을 알아내려 하는 적도 생긴다.

## 캐스팅
- 이병헌 : 광해 / 하선 역
- 류승룡 : 허균 역
- 한효주 : 중전 역
- 김인권 : 도부장 역
- 장광 : 조내관 역
- 심은경 : 사월이 역
- 故 박지아  : 한상궁 역
- 신정근 : 이정랑 역
- 전국향 : 정상궁 역
- 양준모 : 김주서 역
- 문창길 : 영의정 역
- 송용태 : 공판 역
- 전배수 : 형판 역
- 도용구 : 병판 역
- 유순웅 : 호판 역
- 박경근 : 대사헌 역
- 신운섭 : 예판 역
- 김종구 : 광해 어의 역
- 이엘 : 안개시 역
- 이준혁 : 현감 역
- 서진원 : 도총관 역
- 김학준 : 유정호 역
- 김혜화 : 매화틀 상궁 역
- 김승훈 : 이방 역
- 이봉련 : 수라간 궁녀1 역
- 권방현 : 수라간 궁녀2 역
- 이란희 : 수라간 궁녀3 역
- 이수용 : 칼자국 역
- 김길동 : 내금위장 역
- 권은수 : 광해수건궁녀 역
- 서은정 : 광해상궁 역
- 주영호 : 광해 별감1 역
- 조성희 : 광해 별감2 역
- 민정기 : 광해 우산 내관 역
- 김비비 : 중전 궁녀 역
- 승의열 : 사월 어의 역
- 최욱 : 유생2 역
- 결휘 : 하선 포졸1 역
- 허성태 : 국문장 나장1 역
- 주예린 : 홍루몽 기생2 역
- 하수호 : 정전 장군1 역
- 송선홍 : 국문장 나장2 역
- 조혜정 : 기미 궁녀1 역

## 수상
2012년 대종상 시상식에서 광해는 역대 최다인 15개 부문에서 수상을 했다.
- 2012년 제49회 대종상 영화제 감독상 (추창민)
- 2012년 제49회 대종상 영화제 기획상 (임상진)
- 2012년 제49회 대종상 영화제 남우조연상 (류승룡)
- 2012년 제49회 대종상 영화제 남우주연상 (이병헌)
- 2012년 제49회 대종상 영화제 미술상 (오흥석)
- 2012년 제49회 대종상 영화제 시나리오상 (황조윤)
- 2012년 제49회 대종상 영화제 영상기술상 (정재훈)
- 2012년 제49회 대종상 영화제 음악상 (김준성)
- 2012년 제49회 대종상 영화제 음악상 (모그)
- 2012년 제49회 대종상 영화제 음향기술상 (이상준)
- 2012년 제49회 대종상 영화제 의상상 (임승희, 권유진)
- 2012년 제49회 대종상 영화제 조명상 (오승철)
- 2012년 제49회 대종상 영화제 촬영상 (이태윤)
- 2012년 제49회 대종상 영화제 최우수작품상 (추창민)
- 2012년 제49회 대종상 영화제 토요타 인기상 (이병헌)
- 2012년 제49회 대종상 영화제 편집상 (남나영)
- 2012년 제33회 청룡영화상 미술상 (오흥석)
- 2012년 제32회 한국영화평론가협회상 기술상 (오흥석)
- 2012년 제13회 부산영화평론가협회상 남우주연상 (이병헌)
- 2013년 제49회 백상예술대상 영화부분 감독상 (추창민)
- 2013년 제49회 백상예술대상 영화부분 작품상 (추창민)